# Antonio Peticov
Antonio Peticov (Assis, 2 de julho de 1946 ) é um pintor, desenhista, escultor e gravurista brasileiro.
Autodidata, aos doze anos de idade teve a certeza de que queria trilhar o caminho das artes. E, para alcançar seu objetivo, buscou informações em livros e revistas. 
Sua formação artística se constitui a partir de pesquisas pessoais sistemáticas em história da arte e pela sua integração aos movimentos artísticos de vanguarda na segunda metade da década de 60. 
Especializou-se em Geometria Sagrada e na Seção Áurea imprimindo ao seu trabalho um forte caráter matemático.
Em 1967, juntamente aos artistas Aldir Mendes de Souza e Gilberto Salvador, funda o grupo Vanguarda Jovem no Arena participando de diversas exposições. Nesse mesmo período começa o seu envolvimento com o Movimento Tropicalista.
Em 1970 mudou-se para Londres, onde ampliou seus estudos. No ano seguinte, transferiu residência para Milão e, em 1986, mudou-se novamente, desta vez para Nova Iorque, só retornando ao Brasil em 1999.
Ao longo de sua carreira seu trabalho foi difundido mundialmente através de capas de discos e de livros assim como calendários, cartões postais e posters, geralmente associado às suas mostras. 
Especializou-se em Ladrilhamento Periódico e Aperiódico possuindo a maior coleção de jogos matemáticos - quebra cabeças - do Brasil.
A sua produção é diversificada e segue tendências variadas das vanguardas artísticas internacionais das últimas décadas. Fez instalações ambientais e murais na Italia, Suiça, Estados Unidos e no Brasil. 
Foi presidente da Cooperativa dos Artistas Visuais do Brasil entre 2003 e 2007.
É membro da Lewis Carroll Society of North America (LCSNA) e é um dos “Friends of Martin Gardner” participando, desde 1999, do G4G (Gathering for Gardner). 
Fundou e dirigiu o NAC - Núcleo de Arte Contemporânea - em São Paulo, entre 1999 e 2006.
Em 2016, ao completar 70 anos, abre o Instituto de Arte e Cultura Antonio Peticov.
Desde então, mantém-se a criar variadas obras, inclusive participando de lives e produções audiovisuais em 2020 e 2021.

## Biografia

### Infância e Juventude
Como tantos outros imigrantes de várias partes do mundo, os Peticov vieram para o Brasil nos anos 1920 em busca de segurança, paz e condições para prosperar. Búlgaros de origem humilde, agricultores sérios e dedicados ao trabalho, atravessaram o Atlântico com passagens pagas pelo governo brasileiro que, após abolir a escravidão, precisava de mão de obra no campo.
A família enfrentou as adversidades geradas pelo idioma, as condições precárias das fazendas, a alimentação estranha e o clima demasiadamente quente. Mas, com muita fé e dedicação, foi construindo o futuro nas cores fortes do campo paulista. O filho André casou-se, enviuvou e se tornou pastor formando-se em Teologia pelo Seminário Batista do Rio de Janeiro, quando conheceu uma capixaba de Cachoeira do Itapemirim, Gláucia Curvacho.
Em 2 de julho de 1946, nasceu Antonio Peticov, em uma parada estratégica na cidade de Assis, em São Paulo, já quase fronteira com o Paraná. Em meio às viagens do evangelizador André, sua mulher, Gláucia, entregava ao mundo o segundo filho do casal. Ao longo da vida Antonio testemunhou o trabalho evangelizador do pai, pregando a palavra de Deus pelo Brasil afora. Em um primeiro momento, no Espírito Santo; depois, em São Paulo, Rio de Janeiro e, de novo, em São Paulo.
Fruto de sua incessante curiosidade, Antonio foi descobrindo e aprendendo, vivenciando diferentes cenários e assimilando cores, aromas, sabores, sons e montando um equilibrado arquivo racional e emocional de tudo isso.
Foi em 1960, no início da adolescência, ao ter o pai envolvido na organização do X Congresso da Aliança Batista Mundial, no Rio de Janeiro, que Antonio descobriu sua vocação ao conhecer Mauro Salles Júnior o diretor de Arte da Casa Publicadora Batista. 
Ao ver a criatividade do artista gráfico se materializando em maquetes, mobiles, cartazes e outras peças, percebeu que sua relação com o mundo seria pela arte. O irmão mais velho, Walter, o “artista” da família, ganhou um belo kit de pintura. Com o presente, veio um brinde, um mini kit, que ficou para o caçula Antonio.
Aos 14 anos, fez seus primeiros trabalhos, que vendeu durante evento da religião dos pais. Começava um despertar que, a bem da verdade, iria tornar-se eterno.

### Vida adulta
Em 1969, foi ao festival de MIDEM em Cannes com seus amigos da banda Os Mutantes - que ajudou a constituir, haja vista ter sido empresário da banda Six Sided Rockers, banda anterior de alguns dos integrantes - bem como visitou Londres onde foi assistente do amigo e artista Hélio Oiticica na montagem de sua histórica exposição no Whitechapel Gallery.
Ainda no final dos anos 60, influenciado pela geração beat, Antonio Peticov viu-se um hippie.
Em 1970, aos 23 anos, foi preso por ser pioneiro na divulgação de Ácido Lisérgico (L.S.D.) no Brasil, sendo surpreendido por investigadores de polícia, dentre eles o investigador e torturador Angelino Moliterno, o Russinho, que integrava os chamados “Esquadrões da Morte”. Conforme a matéria da VICE, apesar de torturado e levado ao Carandiru, Antonio foi posteriormente inocentado neste que tratou-se do primeiro processo judicial deste assunto no Brasil. 
Durante os 70 dias que esteve no Carandiru, traduziu três livros, fez 24 desenhos e três pinturas, graças ao material de arte cedido a ele pelo companheiro de prisão Giuseppe Baccaro, um grande intelectual italiano, importante mercante de arte, que foi preso pela mera posse de um "baseado". 
No programa Provocações da TV Cultura, foi entrevistado por António Abujamra em 2016 e afirmou: "Apareceu na minha mão uma grande quantidade de ácido lisérgico, que foi, talvez, a invenção mais importante do século 20, pois era a oportunidade de ter na mão, no bolso, ou na carteira o bilhete para a viagem mais importante que uma pessoa pode ter em sua vida, que é a viagem ao seu interior. Me senti na obrigação de divulgar aquilo".
A severidade da experiência prisional, assim como a forte repressão da ditadura militar, em concomitância com o fato de estar recém-casado com sua primeira esposa Maria Luiza, motivaram Antonio a partir para o exílio em Londres, ainda no ano de 1970, aos 24 anos. 
Ao chegar encontrou Gilberto Gil, e alugou um flat próximo à residência do cantor.  
Teve experiências decerto únicas, como a visita à Radio Caroline, notável radio clandestina que tocava rock'n roll 24 horas por dia, sem autorização governamental, ou  a descoberta da arte de M. C. Escher que, conforme diz Antonio Peticov em sua biografia, fora um marco: "Esse foi um dos mais importantes “encontros” de que me recordo. Bingo!". 
Reforma o Poster Shop na rua Augusta, que inaugurara em 1968, como modo de angariar fundos para sair do Brasil, haja vista o risco de ser preso novamente. Juntou seu dinheiro e embarcou novamente para a Inglaterra.
Em Londres, compareceu ao lendário festival na Ilha de Wight  de 1970, em busca de encontrar os amigos, e presenciou a última apresentação de Jimi Hendrix na Inglaterra. 
No final de 1971 foi visitar Milão, onde permaneceu por 14 anos, em um período de grande aprendizados, formando grandes amizades na Itália, um país riquíssimo na herança artístico-cultural, e à época curiosa ainda quanto a novos artistas. 
Antonio ao dizer que era pintor (artista plástico) era invariavelmente bem tratado e admirado, haja vista a imbricação daquele povo à Arte. Relacionou-se com Serena Nozolli, importante feminista italiana, quando iniciou seus estudos em Carl Gustav Jung, viajando pelo país, formando sólidas amizades que perduram até hoje, em particular Claudio Rocchi, Matteo Guarnaccia, os irmãos Camerini (Alberto e Mario), Alberto Salmona, Danilo Marcheselli, Michel Kanah, e outros. 
Em 1985, mudou-se novamente, desta vez para Nova Iorque. onde viveu até 1999. Foi vizinho de Jean-Michel Basquiat, lançou ao lado de Brooke Shields o poster de inauguração do Jacob Javits Convention Center, criou diversas de suas obras mais conhecidas, teve as companhias do amigo e fotógrafo Valdir Cruz, do assistente e, futuramente, bem sucedido artista Vik Muniz dentre muitas outras ricas vivências e amizades. 
Além disso, casou-se com Elizabeth dos Santos Peixoto, com quem teve o filho Pedro Antonio, nascido no Brasil em 1990. Foram idas e vindas entre os E.U.A. e Brasil. 
Retorna ao Brasil definitivamente em 2000, mudando-se para o Brooklin na casa que viveu até 2019. Desenvolveu seus trabalhos mais recentes, dentre estes diversas telas e esculturas, séries de releituras. Nesse local recebia crianças e professores de diversas escolas de São Paulo curiosos em conhecer o Instituto de Arte e Cultura Antonio Peticov, onde através de sua coleção de Quebra-Cabeças (a maior do Brasil) procurava quebrar o paradigma de que a matemática seja algo chato e difícil, apresentando, em primeira mão, o fantástico mundo das Artes. 
A partir de 2017, Antonio inicia a sua autobiografia. Em 2020, participou de edital da FUNARTE, apresentando como resultado "6 Releituras de Peticov: uma exposição guiada pelo artista", dirigida por seu filho Pedro Antonio. Devido à pandemia de COVID-19, começa a participar ativamente de lives de temas variados, comumente Arte, Matemática, Música, Geometria Sagrada e curiosidades. 

## Instalações e produções
Antonio Peticov tem uma produção diversificada e que segue tendências variadas das vanguardas artísticas internacionais das últimas décadas. Fez instalações ambientais e murais na Italia, Suiça, Estados Unidos e no Brasil. Também realizou produções audiovisuais. 
Dentre eles: 
- Balli Ballet (1982), em Cloudwalk Farm, Connecticut (Estados Unidos)[7]
- Em 1983 instala “The Big Ladder”, em frente ao Coliseum, em New York.
- No Rio de Janeiro, em 1986, a instalação Sete Anéis[8].
- Em 1988, entrega a Escultura The Golden Wall ( em forma de grande espiral, em homenagem à cidade de Aiuruoca (Minas Gerais)[9]
- Em 1989, apresenta o Projeto Natura - Rio Pinheiros na 20ª Bienal Internacional de São Paulo[10]
- Em 1992, o Projeto Bosque Natura no Rio de Janeiro[11].
- Em novembro de 1990, entrega à cidade o notável mural “Momento Antropofágico com Oswald de Andrade”[12] na estação Republica do Metrô de São Paulo.
- Em 1995 entrega à cidade a torre Transburti[13] e outros três murais na estação Santo Amaro da CPTM.[14]
- Em 2020, lança sob edital da FUNARTE o mini documentário "6 releituras de Antonio Peticov - Uma exposição guiada pelo artista".

## Seção Áurea e Geometria Sagrada
Transferido para Milão, já no ano de 1972, em livraria ao lado do Museu de Brera, Antonio adquiriu o livro “Φ = 1,61803398875... Appunti ed annotazioni su NATURA E GEOMETRIA - Progressione Aurea e forme pentagonali”, escrito  por Aldo Montù em 1970. Esse livro repleto de ilustrações e gráficos detalhados, teve grande influência sobre sua obra. Foi, também, apresentado à “Sequência de Fibonacci”, com números inteiros espelhando os números irracionais derivados de Φ. 
A partir daí, a relação do universo matemático e da Geometria Sagrada com as obras de Antonio nunca cessou, conforme descreve em seu texto "A seção áurea e o uso de proporções matemáticas na obra de Antonio Peticov". 
Ademais, a influência de Martin Gardner, por meio da constante participação, desde 1999, do encontro de notáveis da ciência e matemática internacional na convenção “Gathering 4 Gardner”, conhecido como G4G (Gathering for Gardner), aprofunda ainda mais as relações da sua obra com os números e a geometria de maneira geral.
Nesse diapasão, deve-se mencionar o completo trabalho de Antonio no que tange aos Ladrilhamentos não-períodicos, resultando, por exemplo, nos ladrilhos que compõem a obra "Momento Antropofágico com Oswald de Andrade" de 1990, instalado na Estação República - obra esta repleta de referências matemáticas.    
Metagrobologista, um estudioso dos quebra-cabeças, tem uma enorme e variada coleção de objetos matemáticos, enigmas, quebra-cabeças, ladrilhamentos não-periódicos (os quais também elabora), objetos paradoxais, no maior acervo do tipo no Brasil.    

## Posters, capas de livros e discos
Executou posters e capas de livros e discos para os mais variados eventos e artistas, tanto no Brasil como no exterior.
Alguns destes trabalhos, dentre outros:
- X Congresso Nacional de Educação
- "PrimaVera" - Festival em São Paulo proibido pela ditadura, 48h antes de sua realização (1969)
- Renudo Pop Festival (1973)
- Capa do álbum "Visões" de Léo Gandelmann (1981)
- Art Expo '86 - Inauguração do Javis Convention Center (1986)
- Villa-Lobos - Poster comemorativo dos cem anos do maestro (1986/1987)
- 38ª Festa do Peão de Boiadeiro de Barretos (1993)
- "The Phoenix Symphony" - Saracura. Poster para a orquestra em NY (1993/1994)
- Agência de viagens Monark - Poster (1994)
- Heineken Concerts - SP/RJ (1995)
- Biblioteca Nacional de Sófia - poster para o Encontro de búlgaros criativos no exterior (1996)
- Rock in Rio e Coca-Cola (2001)

## Lista de Exibições
- 1965 - Salão Paulista de Arte Moderna, São Paulo
- 1965 - Salão Paranaense de Belas Artes, Curitiba
- 1965 - Salão de Arte Contemporânea de Campinas
- 1966 - Salão Paulista de Arte Moderna, São Paulo
- 1967 - Vanguarda Jovem no Arena, Teatro de Arena, São Paulo
- 1967 - Salão de Arte Contemporânea de Campinas
- 1967 - “Seis Jovens Pintores na FAAP”, São Paulo -
- 1967 - Salão Nacional de Artes Plásticas, Vitória, E.S.
- 1967 - Salão Paulista de Arte Moderna, São Paulo
- 1967 - Salão de Abril, Museu de Arte Moderna, Rio de Janeiro
- 1967 - ART-ART Galley, São Paulo
- 1967 - IX Bienal de São Paulo, São Paulo
- 1968 - Galeria Ponto de Encontro, São Paulo
- 1969 - X Bienal de São Paulo
- 1971 - Camden Arts Center, Londres -
- 1972 - “Le Jardin D’Explosition”, San Paul de Vince, Riviera francesa
- 1973 - “Ipotesi per un’Arte Simbolica”, Panelle Gallery, Locarno, Suiça
- 1973 - “Situazione Simbolo”, Galeria San Fedele, Milão
- 1975 - Galeria Arte Global, São Paulo
- 1975 - “Artistas e a Comunicação”, Rede GLOBO de televisão
- 1976 - Gabinete de Artes Gráficas, São Paulo
- 1976 - “Arte Braziliana Secolo XX”, Bologna, Italia
- 1976 - “Couleurs de Bresil”, Crearco Galerie, Lausanne, Suiça
- 1976 - X Salão de Arte Contemporânea, São Paulo, Brasil
- 1977 - Galerie du Vieux Caveau, Pully, Suíça
- 1977 - Galeria Luiza Strina, São Paulo, Brasil
- 1978 - Museu de Arte Moderna, Rio de Janeiro, Brasil
- 1979 - National Arts Center, New York, USA
- 1979 - “Drei Brasilianish Kunstler”, Galerie B14, Stutgard, Alemanha
- 1980 - Galeria San Michelle, Brescia, Italia -
- 1980 - “Fisionomie”, Arts Gallery, Milão, Italia -
- 1980 - “In a Small Frame”, Kassel, Alemanha -
- 1980 - Village House Galerij, Deurle, Belgica -
- 1981 - Galeria del Naviglio, Milão, Italia -
- 1982 - Galeria Suzanna Sassoun, São Paulo, Brasil -
- 1982 - Owens Gallery, Locarno, Suîça -
- 1982 “Bali Ballet” - instalação ambiental permanente em “Cloudwalk Farm”, Conecticut,USA.
- 1983 - Galerie 212, Paris, França -
- 1983 - “THE BIG LADDER” - Instalação de uma escultura monumental em frente ao Colisseum ( Columbus Circus - N.Y. ) para a New York Art Expo ‘86.
- 1983 - Escultura Efêmera, Art Galeria, Fortaleza, Brasil
- 1983 - Panorama da Pintura Brasileira, Museu de Arte Moderna, São Paulo, Brasil -
- 1984 - “Labirinto” , Galeria GB, Rio de Janeiro, Brasil -
- 1984 - L’Afiche Gallery, Milão, Italia -
- 1984 - “The Kiss”, Galeria ARCO, São Paulo, Brasil -
- 1984 - “10 Anos de VOGUE”, Museu de Arte de São Paulo, Brasil -
- 1984 - “Landscapes”, Galeria Alberto Bonfiglioli, São Paulo, Brasil -
- 1985 - Posters para Crianças Autistas, Banco América do Sul, São Paulo, Brasil -
- 1985 - “Destaques”, Museu de Arte Moderna de São Paulo, Brasil -
- 1985 - “Drawings”, Fred Dorfman Gallery, New York, USA -
- 1986 - Gallery By Svetlana, Munik, Alemanha --
- 1986 - Pery-Reneth Gallery, South Hampton - USA -
- 1986 - Jacob Javis Center - New York, -poster inaugural - USA
- 1986 - Judith Posner Gallery, Milwaukee, USA -
- 1986 - “Sete Anéis”, Galeria do Centro Empresarial, Rio de Janeiro, Brasil
- 1986 - Galeria Luisa Strina, São Paulo, Brasil
- 1987 - Galeria Montessanti, São Paulo, Brasil
- 1987 - Galeria Montessanti, Rio de Janeiro, Brasil
- 1987 - “Light Symphony”, Galeria Susanna Sassoun, São Paulo, Brasil
- 1988 - “Byrds of Paradise”. Fred Dorfman Gallery, New York, USA
- 1988 - Gallery SHO, Tokyo, Japão
- 1988 - “Multiplos”, Galeria Monica Filgueiras, São Paulo, Brasil
- 1989 - Galeria Montessanti-Roesler, São Paulo, Brasil
- 1989 - Galeria Montessanti-Roesler, Rio de Janeiro, Brasil
- 1989 - Metalgravura, Galeria Monica Filgueiras, São Paulo, Brasil
- 1989 - “Projeto Natura”, XX Bienal de São Paulo, São Paulo, Brasil
- 1990 - Pindar Gallery, New York, USA
- 1990 - Galeria Múltipla, São Paulo, Brasil
- 1990 - Galeria Mirian Mamber, São Paulo, Brasil
- 1990 - “Pantanal”, Galeria Sadala, São Paulo, Brasil
- 1990 - “Momento Antropofágico com Oswald de Andrade” - Instalação permanente na estação República do Metrô de São Paulo ,Brasil
- 1991 - Galeria Novo Tempo, Belo Horizonte, MG, Brasil
- 1991 - Galeria ARTE E USO, São José dos Campos, S. P., Brasil
- 1991 - Latin Art Gallery , Nagoya, Japão
- 1991 - Registro Gráfico, Galeria Kramer, São Paulo, Brasil
- 1992 - “Musicas”, Museu do Cartaz, Curitiba, Paraná, Brasil
- 1992 - “Musicas”, Galeria Banestado, Londrina, Paraná, Brasil
- 1992 - “Soluções Ambientais Criativas”, Villa Riso, Rio de Janeiro, Brasil
- 1992 - Galeria Multipla, São Paulo, Brasil
- 1992 - “Lab-Ir-In-Ton”, Instalação “cinetico-sensorial”, SESC, São Paulo, Brasil
- 1992 - Arte no Shopping, Campo Grande, MGS, Brasil
- 1993 - “Primavera Cultural”, Gabinete de Arte Raquel Arnaud, São Paulo, Brasil
- 1993 - “Pinturas”, Galeria Nara Roesler, São Paulo, Brasil
- 1993 - “Candelária Urgente”, FASAM, São Paulo, Brasil
- 1993 - ARS, ARTIS, São Paulo, Brasil
- 1993 - Museu Capitania das Artes, Natal, RGN, Brasil
- 1994 - Iconografia e Arte do Carnaval- sec. XIX/XX, Pinacoteca do Estado, S. Paulo
- 1994 - Paulina Rieloff Gallery, New York, USA
- 1994 - Galeria Nara Roesler, Recife, Brasil
- 1994 - “Luminous”, Objetos de cerâmica, Home Style, São Paulo, Brasil
- 1995 - Center for the BOOK ARTS, New York, USA
- 1995 - “Visões”, Galeria Hebraica, São Paulo, Brasil
- 1995 - “Spiritual Art”, Casa da Cultura de Santo Amaro, São Paulo, Brasil
- 1995 - Exposição de Arte Contemporânea Brasileira, Chapel Art Show, São Paulo
- 1995 - “Arte no Shopping”, Florianópolis, SC, Brasil
- 1995 - Museu de Artes Plasticas Quirino da Silva, Mocóca, SP, Brasil
- 1995 - “Transcala Cromatica”, Instalação permanente de uma torre de neon com 40 metros em cima de um prédio na parte mais alta de S. Paulo, Brasil
- 1995 - The Brazilian Art Exhibition, Hong Kong, HK
- 1995 - “80 Obras no Conjunto Nacional”, Brasilia, Brasil
- 1995 - “United Artists”, Casa das Rosas, São Paulo, Brasil
- 1996 - “A Patafísica nos Trópicos”, Museu de Arte Brasileira, São Paulo, Brasil
- 1996 - “Latin American Book Arts”, Mexic-Arte Museum. Austin, Texas , USA
- 1996 - “Seis Pintores e a Musica”, Galeria Nara Roesler, São Paulo, Brasil
- 1996 - “Criative Bulgarians Abroad”, Modern Art Gallery, Sofia - Bulgaria
- 1996 - “Posters ans Prints” , Sófia National Library, Sófia - Bulgaria
- 1996 - “Paintings and Prints”, Galeria Nara Roesler, Campos do Jordão, SP - Brasil
- 1996 - “1ª Mostra Nacional de Vitrines”, Shopping Eldorado, São Paulo - Brasil
- 1996 - “São Paulo Off Bienal”, Museu Brasileiro de Escultura - São Paulo - Brasil
- 1997 - “Arte do Brasil”, Swiss Bank Gallery - Punta del Este - Uruguay
- 1997 - “The Brain and the Mind”, Centro de Convenções Rebouças - São Paulo, BR
- 1997 - “United Artists III”, Casa das Rosas, São Paulo, Brasil
- 1997 - “2ª Mostra Nacional de Vitrines”, Shopping Morumbi , São Paulo - Brasil
- 1997 - “Learning” - American Chamber of Commerce, São Paulo, Brasil
- 1997 - “Pentagramas” - Bourbon Street, São Paulo, Brasil
- 1998 - “Futebol Arte” - Palacio dos Arcos - Itamaraty - Brasilia - Brasil
- 1998 - “Futebol Arte” - Memorial da América Latina - São Paulo - SP
- 1998 - “Futebol Arte” - Casa França-Brasil - Rio de Janeiro - Brasil
- 1998 - “Futebol Arte” - Conseille Economique et Social - Paris - França
- 1998 - “Futebol Arte” - Palais de la Bourse - Marseille - França
- 1998 - “Canibália Afetiva” - Espaço Cultural A ESTUFA - São Paulo - Brasil
- 1998 - “Iconoclastias Culturais” - Casa das Rosas - São Paulo - Brasil
- 1998 - “Libros de Artista” -Instituto de A. Graficas de OAXACA - Oaxaca - Mexico
- 1999 - “IV Mostra Nacional de Vitrines” - Morumbi Shopping - São Paulo - Brasil
- 1999 - “Livros-Objeto” -Galeria de Arte “A HEBRAICA” - São Paulo - Brasil
- 2000 - “Gathering for Gardner 4” - Hyatt Hotel - Atlanta - Usa
- 2001 - “Snoopy Art” - EPA - São Paulo - Brasil
- 2001 - “Ponte Aérea” - Galeria GB ARTE - Rio de Janeiro - Brasil
- 2001 - “Arte Hoje” - Arvani Arte - São Paulo - Brasil
- 2002 - “Gathering for Gardner 5” - Ritz Carlton Hotel - Atlanta - Usa
- 2002 - “8 Artistas Brasileiros Contemporâneos” - Casa Das Rosas - São Paulo - Brasil
- 2002 - Salão de Arte Contemporânea de Piracicaba, São Paulo - (artista convidado)
- 2002 - III Bienal São João da Boa Vista - São Paulo - Brasil
- 2002 - “Humanidade no Patrimônio Urbano no Brasil - um olhar de A. Peticov” - S. Iguatemi - SP - BR
- 2002 - “22 Clássicos de A. Peticov” - Galeria Hebraica - São Paulo - Brasil
- 2003 - “Trabalhos Escolhidos” - lançamento do livro e exposição - MASP - São Paulo - Br
- 2003 - “Humanidade no Patrimônio Natural no Brasil - um olhar de A. Peticov” - Tock-Stock- SP - BR
- 2004 - “Gathering for Gardner 6” - Ritz Carlton Hotel - Atlanta - Usa
- 2004 - “I Exposição Coletiva da Cooperativa” - Gal Municipal de Artes - Baruerí - SP
- 2004 - “Homenagem a Arcangelo Ianelli” - Mube - São Paulo - SP
- 2004 - “Olhar impertinente” - Museu de Arte Contemporanea de SP - SP
- 2004 - “O Cérebro e a Mente” - Pinacoteca da APM- São Paulo - SP
- 2005 - “Art du Bresil” coletiva da C.A.V.B. - Domaine de L’Amiraute - Deauville - França
- 2005 - “Arte em Metropolis” - Instituto Tomie Ohtake - São Paulo - BR
- 2005 - Exposição Individual na galeria da BMF - São Paulo - BR
- 2005 - Desenhos dos Anos ‘80 - IQ Art Gallery - São Paulo - BR
- 2005 - Chappel Art Show - Artista Homenageado - São Paulo - BR
- 2006 - “Gathering for Gardner 7” - Ritz Carlton Hotel - Atlanta - Usa
- 2006 - Os “ONZE” - Embaixada Do Brasil - Berlin - Alemanha
- 2006 - OFF BIENAL - Museu Brasileiro de Escultura - São Paulo - BR
- 2006 - Os “ONZE” - Museu Brasileiro de Escultura - São Paulo - BR
- 2007 - “Obra Viva” - lançamento de curta-metragem documentário no MIS - São Paulo - SP
- 2007 - “Os ONZE” - Estação Cultural Mapocho - Santiago - Chile
- 2007 - “Parede da Fama” - Galeria André - São Paulo - BR
- 2007 - AFTER SCHOOL - 1ª Bienal de Brasilia - Brasilia - BR
- 2008 - G4G8 - Atlanta - Georgia - EEUU
- 2008 - “NÚS” -Galeria Jô Slaviero- SP - BR
- 2008 - Pinturas de A. P. - Galeria Patricia Costa - Rio de Janeiro - BR
- 2008 - NOVE CAMINHOS - Dalmau Studio - São Paulo - BR
- 2008 - BRASILBRASILEIRO - CCBB - São Paulo - Br
- 2008 - OFF Bienal - Galeria Jô Slaviero - São PAulo - BR
- 2008 - BRASILBRASILEIRO - CCBB - Rio de Janeiro - Br
- 2009 - Artestudio Mauro Chaves - São Paulo - Br
- 2009 - 40 Chapel Art Show - São Paulo - Brasil
- 2009 - Estéticas, Sonhos e Utopias dos Artistas do Brasil pela Liberdade - Museu Salvador Allende. - SA - Chile
- 2009 - Eu Tenho um Sonho - Museu Afro Brasil - São PAulo - BR
- 2009 - “A OBRA COMO PERCURSO” - SESC IPIRANGA - São Paulo - SP - BR
- 2009 - “After School”- Centro Mabeu - Belém - Brasil
- 2010 - G4G9 - Atlanta - Ga - EEUU
- 2010 - “Curto Circuito - O Encontro da Poesia com as Artes Visuais” - IQ Gallery - São Paulo - Brasil
- 2010 - Brasilia 50 Anos - Senado Federal - Brasilia - Brasil
- 2010 - Autoretrato e “Autoretratos” - Espaço Pantemporâneo - São Paulo - Brasil
- 2010 - Antonio Peticov e a forma oculta - Espaço Cultural City - São Paulo - Brasil
- 2010 - G11 - After School - Futebol Arte - Johanesburg - South Africa
- 2012 - ART&amp;MATH - Atlanta Public Library - Atlanta - USA
- 2012 - Gil 70 - Centro Cultural dos Correios - Rio de Janeiro - BR
- 2013 - VIAJANTE - lançamento de livro e exposição individual - MIS - São Paulo
- 2013 - Galerie Ricardo Fernandes - Paris - França
- 2014 - Futebol Arte - Museu de Arte Contemporânea de Sorocaba - SP - Brasil
- 2014 - As Mesas de Picasso - Galeria 22 - São Paulo - Brasil
- 2014 - G4G11 - Atlanta - Georgia - USA
- 2015 - Alice no País de Peticov - Deco Art Club - São Paulo - Brasil
- 2015 - Alice no País de Peticov - Galeria Patricia Costa - Rio de Janeiro - Brasil
- 2016 - G4G12 - Atlanta - Georgia - USA
- 2016 - LUZ DO SOL - Galeria Nu Vem - São Paulo - Brasil
- 2016 - Seleção de Obras - Espaço Flavio de Carvalho - Valinhos - Brasil
- 2016 - Retrospectiva da Obra Gráfica - Metrô de São Paulo - Brasil
- 2017 - GRAVURAS - STJ - Brasilia - Brasil
- 2017 - Telas e Objetos Recentes - A Estufa - São Paulo - Brasil
- 2017 - ANIWA - Ibiza - Espanha
- 2017 - American Disasters - Galeria Oscar Cruz - São Paulo
- 2017 - Chappel Art Show - São Paulo - Brasil
- 2017 - Pinturas Recentes - Casa Wolf - São Paulo - Brasil
- 2018 - Desastres Americanos - Galeria Oscar Cruz - São Paulo
- 2018 - “A Matemática e a Arte” - Universidade Federal do Pará
- 2018 - Desenhos Recentes - Galeria Detalhe - S˜åo Paulo - BR
- 2019 - M. C. Escher (and friends) - Different Trains Gallery - Decatur - Georgia - USA
- 2019 - A Luz de Antonio Peticov - Galeria Ricardo Von Brusky - São Paulo - BR
- 2020 - 6 releituras de Antonio Peticov - FUNARTE (Exposição virtual) - São Paulo - BR

Leituras complementares
Antonio Peticov
Ciência, Humor e Paradoxo
Antonio Peticov
A Lição (1998)